# Nambe Pueblo

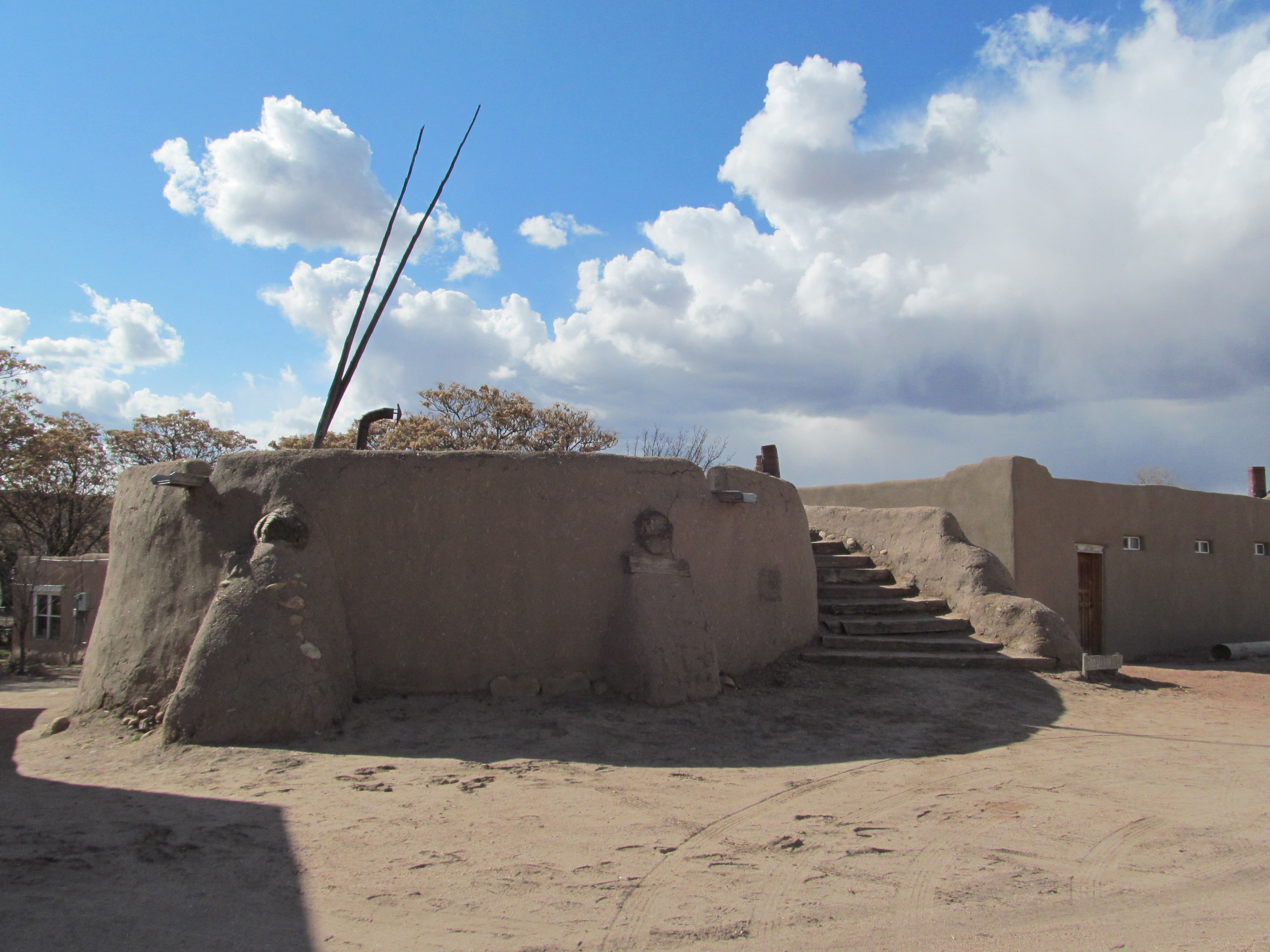
Kivan i Nambe Pueblo.

Nambe Pueblo (Tewa: Nambe) är en tewaindiansk pueblo belägen 25 km fågelvägen norr om Santa Fe, New Mexico, som har varit bebodd sedan förhistorisk tid. Invånarna talar en dialekt av tewa, som är ett språk tillhörigt språkfamiljen kiowa-tanoan.
Vid folkräkningen 2000 rapporterade 546 personer att de räknade de sig som helt eller delvis tillhörande eller härstammande från Nambe.